# Beyer-Graff-Sternatlas
Der Beyer-Graff-Sternatlas ist ein Himmelsatlas des nördlichen Sternhimmels, der um 1925 in Kooperation der Astronomen Max Beyer und Kasimir Graff entstand. 
Er enthält etwa 50.000 Sterne bis zur 9. Größe, die überwiegend nach Daten der Bonner Durchmusterung auf großformatigem Papier kartiert wurden. Er war bis in die 1960er-Jahre der von Amateurastronomen meistbenutzte Himmelsatlas und wurde erst um 1963 durch den fotografischen Falkauer Atlas abgelöst, dessen Grenzhelligkeit bis etwa 12 mag reichte.
In früheren astronomischen Jahrbüchern wurden Ausschnitte einzelner Blätter als Aufsuchkarten für die Planeten ab Uranus oder für Kleinplaneten verwendet, u. a. im Kosmos-Himmelsjahr oder im österr. Himmelskalender. 